# 浦田一郎
浦田 一郎（うらた いちろう、1946年 - ）は、日本の法学者（憲法学）
。専門は、フランス憲法・平和主義。学位は、法学博士（一橋大学・論文博士・1988年）。一橋大学名誉教授。前明治大学法学部教授。民主主義科学者協会法律部会理事長、全国憲法研究会代表、憲法理論研究会運営委員長等を歴任。

## 人物
大阪府豊中市生まれ。一橋大学法学部在学中に旧司法試験に合格。フランス憲法などが専門の杉原泰雄教授の指導の下、一橋大学大学院法学研究科を修了し、一橋大学大学院法学研究科教授を務めた。
ヨーガや落語、自転車、ファッションが趣味で、大学では憲法の講義の他、ヨーガの授業なども行った。
指導学生に多田一路（立命館大学教授）、齊藤笑美子（茨城大学准教授）など。

## 略歴
- 1946年 大阪府豊中市生まれ

### 学歴
- 1965年3月 東京都立立川高等学校卒業
- 1968年9月 旧司法試験合格
- 1969年3月 一橋大学法学部卒業
- 1972年 一橋大学大学院法学研究科修士課程修了
- 1974年 一橋大学大学院法学研究科博士課程中退
- 1988年 一橋大学より法学博士の学位を取得（指導：杉原泰雄、学位論文「シエースの憲法思想」）

### 職歴
- 1974年 山形大学教養部専任講師（文部教官）
- 1978年 同助教授昇格
- 1983年 一橋大学法学部助教授に異動
- 1987年 同教授昇格
- 1991年 日本学術会議公法学研究連絡委員
- 1999年 一橋大学大学院法学研究科教授（改組）、文部科学省視学委員
- 2002年 一橋大学大学院法学研究科長・教授
- 2004年 憲法理論研究会運営委員長
- 2008年 明治大学大学院法務研究科法務専攻教授
- 2009年 全国憲法研究会代表
- 2010年 一橋大学名誉教授
- 2011年 明治大学法学部・大学院法学研究科公法学専攻教授に異動
- 2012年 民主主義科学者協会法律部会理事長
- 2017年 明治大学法学部・大学院法学研究科公法学専攻教授を定年退職

## 主な著作

### 単著
- 『シェースの憲法思想』（勁草書房、1987年、学位論文）
- 『現代の平和主義と立憲主義』（日本評論社、1995年）
- 『立憲主義と市民』（信山社、2005年）
- 『自衛力論の論理と歴史　憲法解釈と憲法改正のあいだ』（日本評論社、2012年）
- 『政府の憲法九条解釈　内閣法制局資料と解説』（信山社、2013年）

### 共著、共編著
- 『日本国憲法史年表』（辻村みよ子、山内敏弘、渡辺治）（勁草書房、1998年）
- 『基本判例〈1〉憲法』（右崎正博）（法学書院、1999年、第2版2004年、第3版2009年、第4版2014年）
- 『憲法答弁集（1947-1999）』（浅野一郎、杉原泰雄、浅野善治、岩崎隆二、植村勝慶、川崎政司、只野雅人）（信山社、2003年)
- 『いまなぜ憲法改正国民投票法なのか』（井口秀作、只野雅人、三輪隆）（蒼天社出版、2006年）
- 『平和と憲法の現在　軍事によらない平和の探究』(徳馬双書002)（清水雅彦、三輪隆) （明治大学軍縮平和研究所、2009年）
- 『議会の役割と憲法原理』（只野雅人)（信山社、2009年）
- 『立憲平和主義と憲法理論　山内敏弘先生古稀記念論文集』（加藤一彦、阪口正二郎、只野雅人、松田浩）（法律文化社、2010年)
- 『橋下ポピュリズムと民主主義』（白藤博行)（自治体研究社、2012年)
- 『時代を刻んだ憲法判例』（石村修、芹沢斉)（尚学社、2012年）
- 『ハンドブック　集団的自衛権』（前田哲男、半田滋）（岩波書店、2013年）
- 『集団的自衛権 容認を批判する』(別冊法学セミナー no. 231)（渡辺治、山形英郎、君島東彦、小沢隆一）（日本評論社、2014年）